# Max Hübner (Politiker)
Max Hübner (* 27. Februar 1927 in Breitenhain) ist ein ehemaliger FDGB-Funktionär. Er war von 1958 bis 1990 Abgeordneter des FDGB in der Volkskammer der DDR.

## Leben
Max Hübner wurde am 27. Februar 1927 im niederschlesischen Breitenhain als Sohn eines Arbeiters geboren. Nach dem Besuch der Volksschule war er von 1941 bis 1944 in verschiedenen Betrieben tätig. Zum Kriegsende noch zur Wehrmacht eingezogen, geriet Hübner in Kriegsgefangenschaft. Er war dreizehn Tage Soldat und anschließend vier Jahre in sowjetischer Gefangenschaft.
Nach seiner Entlassung im Oktober 1949 in die Sowjetische Besatzungszone fand er Vater, Mutter und Schwester nach der Vertreibung in Mügeln bei Oschatz wieder. Er begann 1950 als Arbeiter im VEB Stahl- und Walzwerk Riesa. Gleichzeitig wurde er Mitglied des Freien Deutschen Gewerkschaftsbundes (FDGB) und der Freien Deutschen Jugend. In den folgenden Jahren qualifizierte sich Hübner zum Steuermann, danach zum Vorwalzer und schlussendlich zum Profilwalzer. Hübner entwickelte sich zu einem Vorzeigearbeiter, der neben dem Titel Jungaktivist achtmal den Aktivistentitel verliehen bekam.
1955 wurde er Abteilungsgewerkschaftsleiter und Vorsitzender der Arbeitsschutzkommission des Stahlwerkes. 1958, nach seinem Facharbeiterabschluss als Walzwerker, stellte ihn der FDGB als Kandidat zu den Volkskammerwahlen auf. Hübner wurde erwartungsgemäß gewählt und vertrat den FDGB bis zum März 1990 in der Volkskammer. Von 1961 bis 1963 war er ehrenamtlicher Mitarbeiter der Arbeitsschutzkommission beim Bundesvorstand des FDGB. Ab 1983 war er Mitglied der Liga für Völkerfreundschaft der DDR. 1978 trat er in die SED ein.

## Ehrungen
- Jungaktivist (1951)
- achtfacher Aktivist
- Ehrentitel Held der Arbeit (1964)[2]
- Vaterländischer Verdienstorden in Bronze
- Karl-Marx-Orden (1984)[3]